# Puchar Świata w Rugby 2011 (kwalifikacje)
Kwalifikacje do Pucharu Świata w Rugby 2011 miały na celu wyłonienie męskich reprezentacji narodowych w rugby union, które wystąpiły w finałach tego turnieju.

## Informacje ogólne
Turniej finałowy organizowanego przez IRB Pucharu Świata odbył się w Nowej Zelandii w 2011 roku i wzięło w nim udział dwadzieścia drużyn. Dwanaście z nich zapewniło sobie automatyczny awans zajmując w swoich grupach na poprzednim turnieju zorganizowanym we Francji jedno z pierwszych trzech miejsc. W celu obsadzenia pozostałych ośmiu miejsc zostały zorganizowane kilkuetapowe eliminacje, oparte na turniejach regionalnych i wykorzystujące już istniejące rozgrywki, m.in. Puchar Narodów Europy i Asian Five Nations. Wolne miejsca zostały podzielone według następującego klucza geograficznego: Europie i Ameryce (Południowej wspólnie z Północną) przyznano po dwa miejsca, po jednym przydzielono Azji, Afryce oraz Oceanii. O ostatnie, dwudzieste miejsce rozegrany został baraż, w którym wzięły udział drużyny z czterech kontynentów (poza Oceanią), które wywalczyły takie prawo w kwalifikacjach regionalnych.
Decyzją IRB pozostawiono dwudziestozespołową obsadę turnieju finałowego, jednak po raz pierwszy – z uwagi na większą liczbę rozgrywanych corocznie spotkań – zwiększono liczbę automatycznych kwalifikantów do dwunastu. O pozostałe osiem miejsc rywalizowało osiemdziesiąt reprezentacji z pięciu zamieszkanych kontynentów, które w sumie rozegrały 184 mecze.

## Zakwalifikowane drużyny
|                           | Afryka                                                                 | Ameryka                                                                | Azja                                                                   | Europa                                                                 | Oceania                                     |
| ------------------------- | ---------------------------------------------------------------------- | ---------------------------------------------------------------------- | ---------------------------------------------------------------------- | ---------------------------------------------------------------------- | ------------------------------------------- |
| Automatyczna kwalifikacja | - Południowa Afryka                                                    | - Argentyna                                                            |                                                                        | - Anglia - Francja - Irlandia - Szkocja - Walia - Włochy               | - Australia - Fidżi - Nowa Zelandia - Tonga |
| Regionalne eliminacje     | - Namibia Afryka 1                                                     | - Kanada Ameryka 1 - Stany Zjednoczone Ameryka 2                       | - Japonia Azja 1                                                       | - Gruzja Europa 1 - Rosja Europa 2                                     | - Samoa Oceania 1                           |
| Baraż                     | Rumunia do barażu awansowało po jednej drużynie z czterech kontynentów | Rumunia do barażu awansowało po jednej drużynie z czterech kontynentów | Rumunia do barażu awansowało po jednej drużynie z czterech kontynentów | Rumunia do barażu awansowało po jednej drużynie z czterech kontynentów | –                                           |

## Kwalifikacje

### Puchar Świata w Rugby 2007
Automatyczny awans uzyskały drużyny, które zajęły jedno z pierwszych trzech miejsc w swoich grupach podczas Pucharu Świata 2007.
| Miejsce | Grupa A           | Grupa B   | Grupa C       | Grupa D   |
| ------- | ----------------- | --------- | ------------- | --------- |
| 1.      | Południowa Afryka | Australia | Nowa Zelandia | Argentyna |
| 2.      | Anglia            | Fidżi     | Szkocja       | Francja   |
| 3.      | Tonga             | Walia     | Włochy        | Irlandia  |

### Afryka
Awans do turnieju głównego Pucharu Świata jako Afryka 1 uzyskał zwycięzca Pucharu Afryki edycji 2008–2009, zaś druga drużyna tego turnieju otrzymała prawo występu w barażu.
Poprzedzone fazą kwalifikacyjną główne zawody zostały rozegrane w formie czterech trzyzespołowych grup rozgrywających spotkania systemem kołowym. Zwycięzcy grup uzyskali awans do turnieju finałowego, którego triumfator został mistrzem Afryki i bezpośrednio awansował do Pucharu Świata. W pierwszym spotkaniu półfinałowym zawodnicy z Wybrzeża Kości Słoniowej wywalczyli remis, jednak w drugim wyraźnie ulegli Namibijczykom, Tunezyjczycy zaś dwukrotnie wysoko pokonali reprezentantów Ugandy. Finałowy dwumecz na swoją korzyść rozstrzygnęła Namibia, bezpośrednio kwalifikując się do Pucharu Świata 2011, drużyna Tunezji uzyskała zaś szansę występu w barażach.

### Ameryka
Kwalifikacje w tym regionie rozpoczęły się turniejami NAWIRA Championship 2008 oraz CONSUR B 2008 odpowiednio dla drużyn zrzeszonych w NAWIRA i CONSUR. Ich triumfatorzy zagrali ze sobą o prawo gry w turnieju CONSUR A 2009. Zwycięzca dwumeczu pomiędzy USA a Kanadą uzyskał bezpośredni awans jako Ameryka 1, przegrany z tego meczu natomiast zmierzył się ze najlepszym spośród walczących w kwalifikacjach zespołem turnieju CONSUR A 2009. Zwycięzca tego dwumeczu awansował do turnieju głównego jako Ameryka 2, pokonany zaś otrzymał szansę gry w barażu.
Turniej na Karaibach rozpoczął kwalifikacje do Pucharu Świata 2011. Jego triumfatorzy – reprezentacja Trynidadu i Tobago – oraz zwycięzcy CONSUR B 2008, Brazylijczycy, zmierzyli się następnie w dwumeczu o awans do CONSUR A 2009. W obydwu spotkaniach lepsi okazali się zawodnicy z Ameryki Południowej.
| 11 października 2008 | Trynidad i Tobago | 8:31 | Brazylia | Port-of-Spain Sędzia: David Smortchevsky |
| 11 października 2008 |                   | 8:31 |          | Port-of-Spain Sędzia: David Smortchevsky |

| 18 października 2008 | Brazylia | 24:12 | Trynidad i Tobago | São José dos Campos Sędzia: Santiago Slinger |
| 18 października 2008 |          | 24:12 |                   | São José dos Campos Sędzia: Santiago Slinger |

Dwumecz pomiędzy Kanadą a USA odbył się w dniach 4 i 11 lipca 2009 roku. W obu spotkaniach górą byli gospodarze – po sześciopunktowym zwycięstwie Amerykanów Kanadyjczycy wygrali różnicą dwudziestu trzech punktów zyskując tym samym bezpośredni awans do grupy A Pucharu Świata.
| 4 lipca 200916:00 | Stany Zjednoczone | 12:6 | Kanada           | Blackbaud Stadium, Charleston Widzów: 3836 Sędzia: Alan Lewis |
| 4 lipca 200916:00 | Hercus 12 (dg 3K) | 12:6 | Pritchard 6 (2K) | Blackbaud Stadium, Charleston Widzów: 3836 Sędzia: Alan Lewis |

| 11 lipca 200913:30 | Kanada | 41:18 | Stany Zjednoczone                          | Ellerslie Rugby Park, Edmonton Sędzia: Alan Lewis |
| 11 lipca 200913:30 | Pritchard 16 (P 4pd K) Evans 5 (P) van der Merwe 5 (P) Mensah-Coker 5 (P) Kleeberger 5 (P) Fairhurst 5 (P) | 41:18 | Clever 5 (P) Swiryn 5 (P) Hercus 8 (pd 2K) | Ellerslie Rugby Park, Edmonton Sędzia: Alan Lewis |

Amerykanie zmierzyli się następnie w dwumeczu ze Urugwajem, który okazał się najlepszy spośród trzech walczących o awans zespołów w CONSUR A 2009. Oba mecze rozstrzygnęli na swą korzyść reprezentanci USA i jako Ameryka 2 zapewnili sobie miejsce w grupie C nowozelandzkiego turnieju, Urugwajczycy trafili natomiast do barażu.
| 14 listopada 200918:30 | Urugwaj                                | 22:27 | Stany Zjednoczone                                      | Estadio Charrúa, Montevideo Widzów: 2000 Sędzia: Francisco Pastrana |
| 14 listopada 200918:30 | Etcheverry 19 (P pd 4K) Pastrana 3 (K) | 22:27 | Sifa 5 (P) Usasz 5 (P) Swiryn 10 (2P) Hercus 7 (2pd K) | Estadio Charrúa, Montevideo Widzów: 2000 Sędzia: Francisco Pastrana |

| 21 listopada 200914:00 | Stany Zjednoczone                                                        | 27:6 | Urugwaj           | Central Broward Regional Park, Lauderhill Widzów: 2237 Sędzia: David Smortchevsky |
| 21 listopada 200914:00 | Clever 10 (2P) Swiryn 5 (P) Hercus 5 (pd K) Stanfill 5 (P) Malifa 2 (pd) | 27:6 | Etcheverry 6 (2K) | Central Broward Regional Park, Lauderhill Widzów: 2237 Sędzia: David Smortchevsky |

### Azja
Bezpośredni awans jako Azja 1 uzyskał triumfator Asian Five Nations 2010. Druga drużyna tego turnieju wystąpiła natomiast w barażu o dwudzieste miejsce. System awansów między dywizjami umożliwiał walkę o premiowane kwalifikacją miejsca również zespołom z niższych dywizji tych rozgrywek. W zawodach triumfowała faworyzowana Japonia awansując tym samym do Pucharu Świata 2015, zawodnicy z Kazachstanu trafili natomiast do barażu.

### Europa
Bezpośredni awans (jako Europa 1 i Europa 2) uzyskały dwie czołowe drużyny z Dywizji 1A Pucharu Narodów Europy 2008–2010. Trzecia drużyna tych zawodów zagrała w meczu o udział w barażach o dwudzieste miejsce ze wygranym fazy play-off pomiędzy zwycięzcami niższych dywizji Pucharu Narodów Europy.
Na dwa spotkania przed zakończeniem rozgrywek Dywizji 1A awans do Pucharu Świata zapewniły sobie Gruzja i Rosja. W bezpośrednim pojedynku lepsi okazali się Gruzini, którzy tym samym trafili do grupy B, Rosjanie zaś dołączyli do grupy C.
Faza play-off dla triumfatorów niższych dywizji PNE rozpoczęła się wygraną Izraelczyków nad Słoweńcami w pierwszym w historii tego kraju transmitowanym „na żywo” meczu, jego zwycięzcy nie sprostali jednak w kolejnym spotkaniu Litwinom. Ci z kolei pokonali następnie wyżej notowanych Holendrów, a w kolejnej rundzie ulegli Ukraińcom, którzy przeszli do ostatniej rundy obejmującej dwumecz z trzecimi w najwyższej klasie rozgrywkowej Rumunami. W obydwu spotkaniach wyraźnie lepsza była Rumunia, która tym samym awansowała do międzykontynentalnego barażu.
| 9 maja 2009 | Izrael | 26:19 | Słowenia | stadion Instytutu Wingate, Netanja |
| 9 maja 2009 |        | 26:19 |          | stadion Instytutu Wingate, Netanja |

| 23 maja 2009 | Izrael | 3:19 | Litwa | stadion Instytutu Wingate, Netanja |
| 23 maja 2009 |        | 3:19 |       | stadion Instytutu Wingate, Netanja |

| 6 czerwca 2009 | Litwa | 6:3 | Holandia | Vingis Park Rugby Stadium, Wilno |
| 6 czerwca 2009 |       | 6:3 |          | Vingis Park Rugby Stadium, Wilno |

| 8 maja 2010 | Litwa | 16:27 | Ukraina | Savivaldybė Stadion, Szawle |
| 8 maja 2010 |       | 16:27 |         | Savivaldybė Stadion, Szawle |

| 22 maja 201017:00 | Ukraina                                                       | 3:33 | Rumunia | Stadion Spartak, Kijów Sędzia: Franck Maciello |
| 22 maja 201017:00 | Burcea 5 (P) Ciuntu 15 (3P) Dumbravă 11 (P 3pd) Vlaicu 2 (pd) | 3:33 |         | Stadion Spartak, Kijów Sędzia: Franck Maciello |

| 5 czerwca 201018:30 | Rumunia | 61:7 | Ukraina | Stadionul Municipal, Botoszany Widzów: 6200 Sędzia: Alan Falzone |
| 5 czerwca 201018:30 | Burcea 5 (P) Ciuntu 10 (2P) Fercu 10 (2P) Ianuș 5 (P) Socol 5 (P) Surugiu 5 (P) Ursache 5 (P) Dumbravă 12 (3pd 2K) Vlaicu 4 (2pd) | 61:7 |         | Stadionul Municipal, Botoszany Widzów: 6200 Sędzia: Alan Falzone |

### Oceania
Jako Oceania 1 zagrał zwycięzca dwumeczu pomiędzy Samoańczykami a triumfatorem Oceania Cup 2009. Turniej ten na swoją korzyść rozstrzygnęli reprezentanci Papui-Nowej Gwinei uzyskując prawo do gry o miejsce w grupie D Pucharu Świata. W pierwszym spotkaniu Samoańczycy zdobyli ponad sto punktów, drugie spotkanie wygrali zaś różnicą ponad sześćdziesięciu punktów.
| 11 lipca 200915:00 | Samoa | 115:7 | Papua-Nowa Gwinea | Apia Park, Apia Widzów: 8000 Sędzia: Keith Brown |
| 11 lipca 200915:00 | Sititi 5 (P) Lauina 20 (4P) G. Williams 30 (2P 10pd) Esau 13 (P 4pd) Stowers 5 (P) Treviranus 5 (P) Mai 5 (P) A. Williams 10 (2P) Pesamino 5 (P) Levasa 5 (P) Skelton 5 (P) Palaamo 5 (P) Lui 2 (pd) | 115:7 |                   | Apia Park, Apia Widzów: 8000 Sędzia: Keith Brown |

| 18 lipca 2009 | Papua-Nowa Gwinea | 12:73 | Samoa | Lloyd Robson Oval, Port Moresby Widzów: 8000 Sędzia: Julian Pritchard |
| 18 lipca 2009 | Pesamino 15 (3P) Fuimaono-Sapolu 10 (2P) A. Williams 10 (2P) Sititi 5 (P) Esau 18 (9pd) Aiono 5 (P) Magele 5 (P) G. Williams 5 (P) | 12:73 |       | Lloyd Robson Oval, Port Moresby Widzów: 8000 Sędzia: Julian Pritchard |

### Baraż
W barażu o ostatnie, dwudzieste miejsce na Pucharze Świata zagrały cztery drużyny – najlepsze z tych, które nie uzyskały dotąd kwalifikacji – z czterech kontynentów poza Oceanią. Zwycięzca europejskiego play-off zagrał z drugą drużyną z Afryki, a przegrany z amerykańskiego meczu play-off spotkał się z drugą drużyną Asian Five Nations 2014. Runda półfinałowa rozegrana była w formie jednego meczu na boisku drużyny, która zajmowała wyższą lokatę w rankingu IRB, finał barażu odbył się natomiast w formie dwumeczu.
W półfinałach wysokie zwycięstwa odnieśli gospodarze. Pierwszy mecz finałowy rozegrany w Montevideo zakończył się remisem, w rewanżu wyraźnie lepsi okazali się jednak Rumuni zyskując tym samym miejsce w grupie B.
|  |                 |                 |           |         |       |         |         |       |
|  | Półfinały       | Półfinały       | Półfinały |         |       | Finał   | Finał   | Finał |
|  | Półfinały       | Półfinały       | Półfinały |         |       | Finał   | Finał   | Finał |
|  |                 |                 |           |         |       |         |         |       |
|  |                 |                 |           |         |       |         |         |       |
|  | Rumunia Europa  | Rumunia Europa  | 56        |         |       |         |         |       |
|  | Rumunia Europa  | Rumunia Europa  | 56        |         |       |         |         |       |
|  | Tunezja Afryka  | Tunezja Afryka  | 13        |         |       |         |         |       |
|  | Tunezja Afryka  | Tunezja Afryka  | 13        |         |       | Rumunia | Rumunia | 21 39 |
|  |                 |                 |           |         |       | Rumunia | Rumunia | 21 39 |
|  |                 |                 | Urugwaj   | Urugwaj | 21 12 |         |         |       |
|  | Kazachstan Azja | Kazachstan Azja | Urugwaj   | Urugwaj | 21 12 | 7       |         |       |
|  | Kazachstan Azja | Kazachstan Azja |           |         |       |         |         |       |
|  | Urugwaj Ameryka | Urugwaj Ameryka | 44        |         |       |         |         |       |
|  | Urugwaj Ameryka | Urugwaj Ameryka | 44        |         |       |         |         |       |
|  |                 |                 |           |         |       |         |         |       |

| 17 lipca 201014:00 | Urugwaj                                                                                         | 44:7 | Kazachstan | Estadio Charrúa, Montevideo Sędzia: Francisco Pastrana |
| 17 lipca 201014:00 | Crosa 5 (P) Leivas 15 (3P) Caffera 14 (4pd 2K) de Freitas Turcatti 5 (pd K) 1 karne przyłożenie | 44:7 |            | Estadio Charrúa, Montevideo Sędzia: Francisco Pastrana |

| 17 lipca 201020:00 | Rumunia | 56:13 | Tunezja | Stadion Gloria, Buzău Widzów: 3200 Sędzia: Mathieu Raynal |
| 17 lipca 201020:00 | Calafeteanu 5 (P) Dimofte 5 (P) Fercu 5 (P) Ianuș 5 (P) Petre 5 (P) Vlaicu 7 (P pd) Dumbravă 19 (5pd 3K) 1 karne przyłożenie | 56:13 |         | Stadion Gloria, Buzău Widzów: 3200 Sędzia: Mathieu Raynal |

| 13 listopada 201016:00 | Urugwaj                                      | 21:21 | Rumunia                                       | Estadio Charrúa, Montevideo Widzów: 10 000 Sędzia: Mark Lawrence |
| 13 listopada 201016:00 | Leivas 5 (P) Mieres 5 (P) Arocena 11 (pd 3K) | 21:21 | Lemnaru 5 (P) Manta 5 (P) Dumbravă 11 (pd 3K) | Estadio Charrúa, Montevideo Widzów: 10 000 Sędzia: Mark Lawrence |

| 27 listopada 201018:00 | Rumunia | 39:12 | Urugwaj                                   | Stadionul Arcul de Triumf, Bukareszt Widzów: 6000 Sędzia: Alain Rolland |
| 27 listopada 201018:00 | Fercu 5 (P) Gal 5 (P) Lemnaru 5 (P) Manta 5 (P) Dumbravă 12 (3pd 2K) Calafeteanu 2 (pd) 1 karne przyłożenie | 39:12 | Crosa 5 (P) Dugonjic 5 (P) Arocena 2 (pd) | Stadionul Arcul de Triumf, Bukareszt Widzów: 6000 Sędzia: Alain Rolland |